# Uruguai als Jocs Paralímpics

Bandera de l'Uruguai

L'Uruguai va participar per primera vegada dels Jocs Paralímpics en 1992, i va enviar atletes per a competir en tots els Jocs Paralímpics d'estiu des de llavors. Per altra banda, el país mai ha participat en cap edició dels Jocs Paralímpics d'Hivern.